# Stenodyneriellus spinosiusculus
Stenodyneriellus spinosiusculus är en stekelart som beskrevs av Giordani Soika 1961. Stenodyneriellus spinosiusculus ingår i släktet Stenodyneriellus och familjen Eumenidae. Inga underarter finns listade i Catalogue of Life.